# Saison 1 de Victoria
Chronologie
Saison 2
Cet article présente le guide de la première saison de la série télévisée britannique Victoria.

## Généralités
- La saison est diffusée au Royaume-Uni depuis le 28 août 2016 sur ITV.
- Aux États-Unis elle sera diffusée le 15 janvier 2017 sur PBS.

## Distribution de la saison

### Acteurs principaux
- Jenna Coleman : Victoria
- Tom Hughes : Albert de Saxe-Cobourg-Gotha
- Catherine Flemming : Duchesse de Kent
- Daniela Holtz : La baronne Lehzen
- Nell'Hudson : Miss Skerrett
- Ferdinand Kingsley : Charles Elmé Francatelli
- Tommy Knight : Brodie
- Eve Myles : Mme Jenkins
- David Oakes : Prince Ernest
- Paul Rhys : Sir John Conroy
- Adrian Schiller : Penge
- Peter Firth : Duc de Cumberland et de Teviotdale
- Alex Jennings : Roi Léopold
- Rufus Sewell : Lord Melbourne

### Acteurs récurrents
- Anna Wilson-Jones : Lady Portman
- Margaret Clunie : Duchesse de Sutherland
- Nichola McAuliffe : Duchesse de Cumberland
- Nigel Lindsay : Sir Robert Peel
- Alice Orr-Ewing : Lady Flora Hastings
- Gabriel Constantin : Monsieur Philippe
- Jordan Waller : Lord Alfred Paget

## Épisodes

### Episode 1:La Poupée n°123
- Royaume-Uni : 28 août 2016 sur ITV
- États-Unis : 15 janvier 2017 sur PBS
- France : 2 décembre 2017 sur Altice Studio

### Episode 2:Les Dames de compagnie
- Royaume-Uni : 29 août 2016 sur ITV
- France : 2 décembre 2017 sur Altice Studio

### Episode 3:Brocket Hall
- Royaume-Uni : 4 septembre 2016 sur ITV
- France : 9 décembre 2017 sur Altice Studio

### Episode 4:Son Altesse Sévérissime
- Royaume-Uni : 11 septembre 2016 sur ITV
- France : 9 décembre 2017 sur Altice Studio

### Episode 5:Une Femme comme les autres
- Royaume-Uni : 18 septembre 2016 sur ITV
- France : 15 décembre 2017 sur SFR Play VOD illimitée

### Episode 6:L'Époux de la Reine
- Royaume-Uni : 25 septembre 2016 sur ITV
- France : 15 décembre 2017 sur SFR Play VOD illimitée

### Episode 7:Le Moteur du changement
- Royaume-Uni : 2 octobre 2016 sur ITV
- France : 15 décembre 2017 sur SFR Play VOD illimitée

### Episode 8:La Jeune Angleterre
- Royaume-Uni : 9 octobre 2016 sur ITV
- France : 15 décembre 2017 sur SFR Play VOD illimitée